# Глиняний кіт

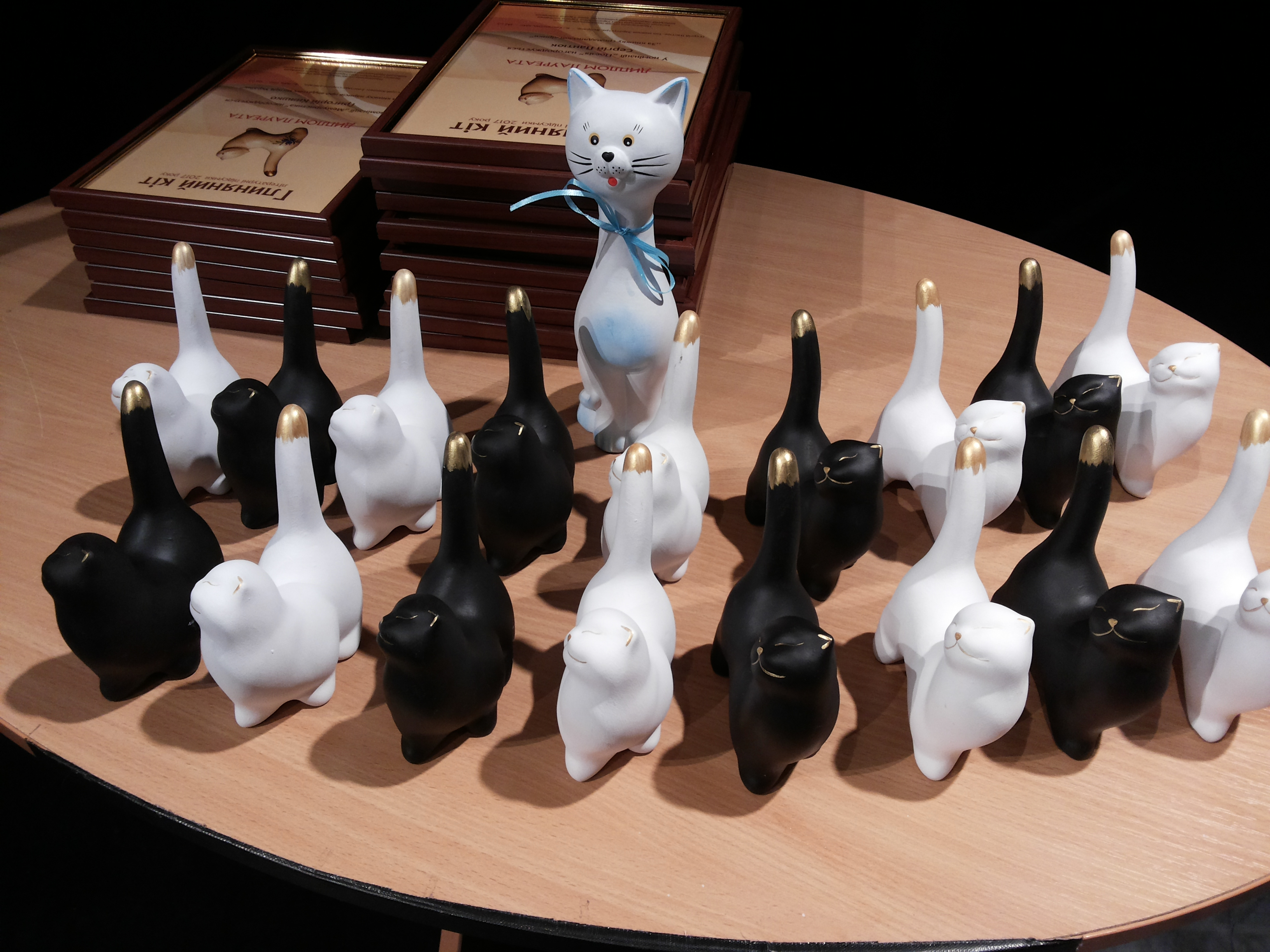
Глиняні коти для нагородження

«Глиняний кіт» — українська літературна премія.

## Організатори
Станом на 2018 рік організаторами нагороди є:
- Інститут літератури імені Тараса Шевченка НАН України,
- Київський національний університет імені Тараса Шевченка,
- Київська міська організація Національної спілки письменників України
- газета «День».

## Хронологія

### 2018

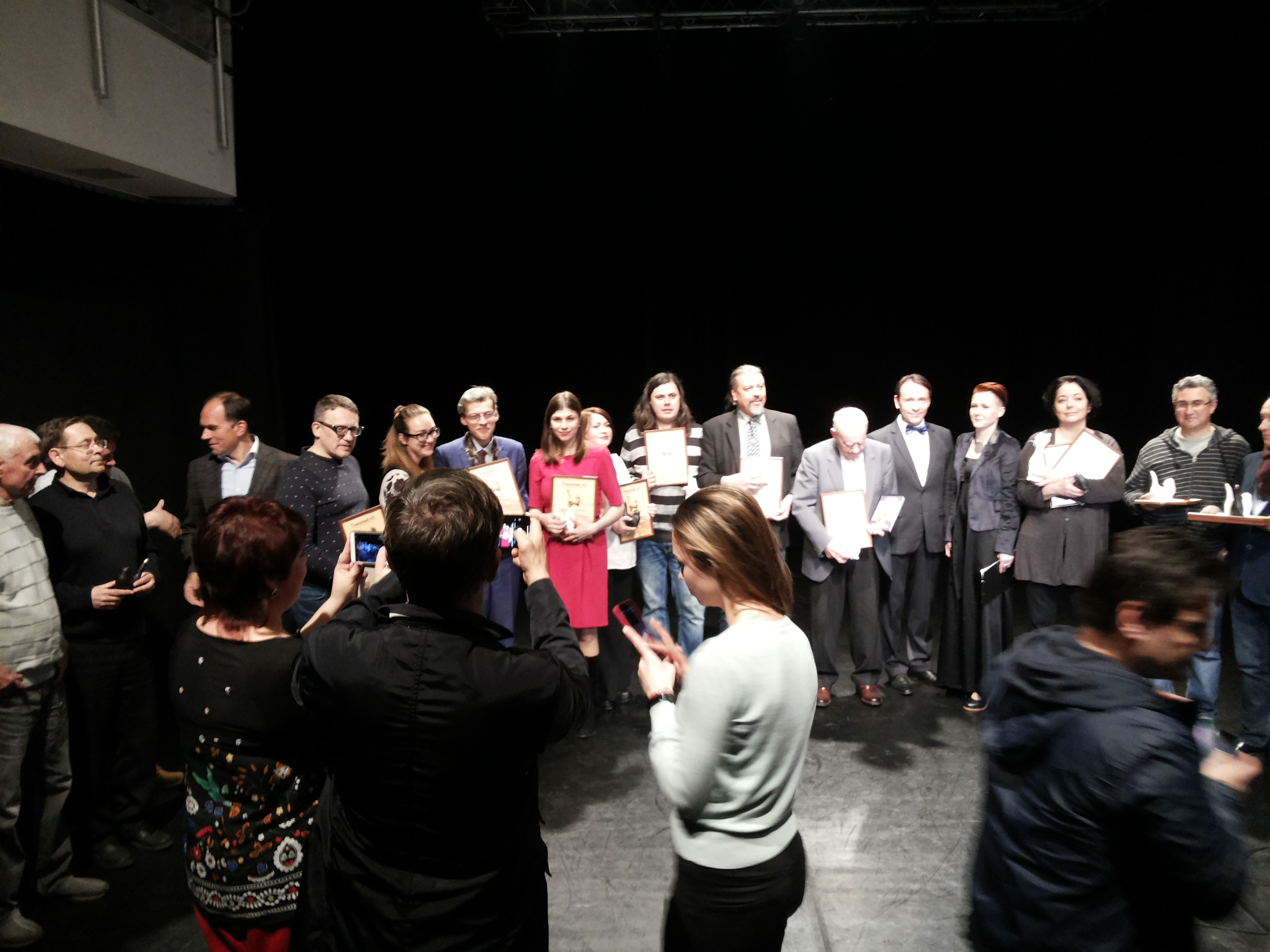
З церемоні нагородження премією Глиняний кіт, квітень 2018

В 2018 році лавреатам вручалися дипломи, а також статуетки глиняних котиків білого та чорного кольорів. 2018 року (за підсумками 2017) лавреатами Літературної премії «Глиняний кіт» стали:
1. Наталя Яковенко — головний приз, за книжку «У пошуках Нового неба: Життя і тексти Йоаникія Ґалятовського». Видавництво «Лаурус».
2. Микола Воронін — за збірку громадянської лірики. Збірка поезій «Вірші одного кіборга», видавництва «Майдан» і «Смолоскип».
3. Сергій Пантюк — за книжку громадянської лірики. Збірка поезій «Так мовчав Заратустра», видавництво «Смолоскип».
4. Ірина Жиленко — за самобутнє відображення епохи, «Євангеліє від ластівки». Видавництва «А-БА-БА-ГА-ЛА-МА-ГА» Івана Малковича.
5. Олександр Мимрук — за яскравий поетичний дебют року. Збірка поезій «Цукровик», видавництво «Смолоскип».
6. Дмитро Павличко — за вибрані вірші, пісні, поеми «Два кольори». Видавництво «А-БА-БА-ГА-ЛА-МА-ГА».
7. Олег Рибалка — за роман-триптих «Гра в життя». Видавництво «Легенда».
8. Надія Гуменюк — за книжку оповідань «Поговори зі мною». Видавництво «Vivat».
9. Ганна Костенко — за книжку «Цурки-гілки» (Джазові імпровізації та оповідання). Видавництво «Саміт-книга».
10. Анастасія Нікуліна — за книжку «Сіль для моря, або Білий Кит». Видавництво «Vivat».
11. Михаїл Гранд — за книжку «Завжди поруч». Видавництво «Саміт-книга».
12. Олег Коцарев — за роман «Люди в гніздах». Видавничий дім «Комора»
13. Надія Мірошниченко, Ярослав Верещак, Олег Миколайчук — за впорядкування антології п'єс для дітей. Книжка «Драмовичок». Видання Національного центру театрального мистецтва імені Леся Курбаса.
14. Дмитро Муравський — за фотокнигу про російсько-українську війну на Донбасі. Видання «Через війну. Погляд волонтера». Видавництво «Люта справа».
15. Григорій Кияшко. Книжка «З погляду старого дзиґаря». Видавництво «Щек».
16. Ганна Буяджи. Книжка «Микитась Боровичок». Видавництво «Саміт-книга».
17. Мар'яна Прокопович — за переклад з італійської мови книжки Данієли Тразатті «Золотий кролик». Видавництво «Лаурус».
18. Дмитро Чистяк — за переклад з французької мови роману Марґеріт Юрсенар «Адріанові спогади». Видавництво «Журнал РАДУГА».
19. Олена Степаненко — за переклад з білоруської мови книжки для дітей Сергія Прилуцького «Геть дорослих!». Видавництво «Люта справа».
20. Вахтанг Кіпіані — за книжку «Війна двох правд. Поляки та українці у кривавому ХХ столітті». Видавництво «Vivat».

### 2017
1 березня 2017 року, на Міжнародний день котів, у Національному центрі театрального мистецтва імені Леся Курбаса відбулася церемонія вручення нагород лавреатам Літературних підсумків року «Глиняний кіт».
Головний приз одержала Віра Агеєва за фундаментальне видання «Антологія української літературно-критичної думки першої половини ХХ століття».
У номінації «Поезія» дипломами нагороджено:
- Ростислава Мельникова за збірку поезій «Апокрифи степу»,
- Ярослава Корнєва за збірку поезій «Дещо з насіння»,
- Емму Андієвську за книжку сонетів «Маратонський біг»,
- Михайла Каменюка за збірку «Світ пахне, як розрізаний кавун».

У номінації «Проза» дипломами нагороджено:
- Олега Лишегу за книжку малої прози «Тепла вохра»,
- Василя Портяка за книжку «Охоронителі Діви»,
- Марисю Нікітюк за книжку «Безодня»,
- Василя Трубая за книжку «Танг»,
- Андрія Гарасима за роман «Борги нашого життя»,
- Олексія Нікітіна за роман «Victory Park».

У номінації «Російсько-українська війна на Донбасі та її історичні передумови» лауреатами стали:
- Микола Хомич за роман «Загадка гробниці»,
- Сергій Захаров і Сергій Мазуркевич за графічний роман «Діра»,
- Борис Гуменюк за книжку «Блокпост»,
- Микола Давидюк за дослідження «Як працює путінська пропаганда»,
- Лариса Якубова і Яна Примаченко за дослідження «В обіймах страху і смерті. Більшовицький терор в Україні».

У номінації «Книжки для дітей» нагороду отримав:
- Григорій Фалькович за видання «Шалахмонеси. Вірші для дітей».

У номінації «Переклад» за внесок в осмислення українського модернізму дипломом лауреата нагороджено:
- польську дослідницю Агнєшку Матусяк за книжку «В колі української сецесії. Вибрані проблеми творчої поетики письменників „Молодої Музи“».

У номінації «Антологія» лавреатами стали:
- Іван Малкович за упорядкування «Антології української поезії ХХ століття»
- Ярослав Верещак за антологію жіночої драми «Мотанка».

### 2016
У 2016 року (за підсумками 2015) лауреатами Літературної премії «Глиняний кіт» стали:
Головний приз — Володимир Білінський. «Москва ординська (XIII–XVI століття). Історичне дослідження». (А-БА-БА-ГА-ЛА-МА-ГА, 2015. — 654 с.);
У номінації «Поезія»:
- за книжку громадянської лірики Любов Якимчук. Абрикоси Донбасу. Поезії. (Видавництво Старого Лева, 2015. — 180 с.);
- за книжку інтимної лірики Леся Мудрак. ТекС-ТИ-ЛЬ&Libido. Збірка рефлексій. (Самміт-книга, 2015. — 152 с.);
- за збереження національних традицій у поезії Василь Клічак. Вздовж дарованих Божих днів. Лірика. (Видавничий центр «Просвіта», 2015. — 168 с.)
- Микола Славинський. Янгол милосердний. Поезії. (Майдан, 2015. — 210 с);
- за яскравий поетичний дебют року Таня-Марія Литвинюк. МістаМи. Вірші. (Поліграфсервіс, 2015—104 с.).

У номінації «Проза»
- за яскравий дебют у жанрі оповідання Марина Єщенко. Поговори зі мною. Оповідання. (Поліграфсервіс, 2015. — 240 с.);
- за яскравий дебют у жанрі фентезі Марина Варич. Сьоме пророцтво Семіраміди. (Поліграфсервіс, 2015. — 350 с.);
- за найпомітнішу книжку в жанрі гостросюжетної прози Богдан Жолдак. Укри. Бойова проза. (А-БА-БА-ГА-ЛА-МА-ГА, 2015. — 224 с.);
- за роман на тему російсько-української війни Світлана Талан. Оголений нерв. Роман. (Клуб сімейного дозвілля, 2015. — 544 с);
- за розвиток української психологічної прози Ганна Костенко. Те, що позбавляє сну. (Український пріоритет, 2015. — 224 с.);
- за розвиток традицій у жанрі історичної прози Володимир Шовкошитний. Кров-свята. Історична трилогія. (Український пріоритет, 2015. — 864 с.).

У номінації «Дитяча література»
- за веселу поетичну книжку для малят Мар'яна Савка. Босоніжки для стоніжки. Вірші для дітей. (Видавництво Старого Лева, 2015. ‑ 24 с.).

У номінації «Публіцистика, есеїстика»
- за осмислення актуальних проблем нашого часу Михайло Сидоржевський. Час фарисеїв і героїв. (Український пріоритет, 2015. — 336 с.);
- за книжку есе з філософії та літератури Володимир Єрмоленко. Далекі близькі. (Видавництво Старого Лева, 2015. — 302 с.);
- за книжку військової публіцистики Андрій Цаплієнко. Книга змін. Історії з переднього краю. (Клуб сімейного дозвілля, 2015. — 354 с.).

У номінації «Переклади»
- Олександр Мокровольський за переклад з англійської мови роману Джеймса Джойса «Улісс» (Видавництво Жупанського, 2015. — 732 с.);
- Максим Стріха за переклади вибраних поезій з дев'яти мов. (Український письменник, 2015. — 724 с.);
- Наталя Сидяченко за переклад з польської мови книжки есе Чеслава Мілоша «Земля Ульро» (Юніверс, 2015. — 248 с.);
- Наталя Куліш за переклад з білоруської мови книжки повістей Бориса Петровича «Спочатку була темрява» (Український пріоритет, 2015. — 374 с.).

У номінації «Літературознавство»
- за оригінальне дослідження сучасного літературного процесу Олена Галета. Від антології до онтології. Монографія. (Смолоскип, 2015. — 638 с.);
- за глибокий аналіз національної літератури Леонід Ушкалов. Що таке українська література. Есеї. (Видавництво Старого Лева, 2015. — 352 с.).

У номінації «Антологія»
- за найкращу антологію сучасної драматургії «Таїна буття». Біографічна драма. Антологія. Упорядник відділ драматичних проектів НЦТМ імені Леся Курбаса. (Світ Знань, 2015. — 304 с.);
- за найкращу антологію для дітей «Українські народні пісні з нотами». Упорядкування та передмова М. А. Жмурій. (Криниця, 2015. — 160 с);
- за упорядкування «Старовинних українських казок». Упорядник О. О. Кухаренко. (Ранок, 2015. — 64 с.)